# Cratere Gunjur
Gunjur  è un cratere sulla superficie di Marte.